# КК Југ
КК Југ је кошаркашки клуб из Врања основан 1973. године.

## Оснивање и успеси клуба
Кошаркашки клуб Југ основан је 13. јула 1973. године. Оснивач клуба била је општина Врање. Први тренер кошаркашког клуба био је Славољуб Јањић, Бубе. На почетку свог постојања играчи кошаркашког клуба Југ такмичили су се у нижем рангу, да би након осам година постојања клуб прешао у виши ранг, а играчи заиграли за Јединствену Српску Лигу. То је у ондашњој Југославији био трећи ранг. Први капитен кошаркашког тима Југ био је Стојан Мишић, звани Кела.
Из године у годину клуб је све више напредовао и остваривао запажене резултате. Након распада Југославије клуб је наставио да се такмичи у Другој Српској Лиги, да би после неколико година ушао у Прву Српску Лигу Исток. Велики успех Кошаркашки Клуб Југ је остварио 2009. године, на челу са тренером Дејаном Петровићем, када је ушао у Другу лигу Србије, само једну лигу испод Прве Српске Лиге. Међутим лоша игра у другом делу такмичења и финансијски проблеми довели су до тога да тим испадне и настави такмичење у Првој Српској Лиги Исток, где се затим налазио.

## Тренери клуба
У кошаркашком клубу Југ смењивали су се и тим водили многи тренери. Неки од њих су Срђан Николић, Цветко Симоновић, Ненад Петровић и Дејан Петровић који је већ низ година тренер кошаркашког тима Југ. Остала три тренера имају своје приватне клубове у којима тренирају играче, под називом Академија Николић, кошаркашки клуб тренера Срђана Николића и КК ЕКОНОМАЦ, кошаркашки клуб Цветка Симоновића и Ненада Петровића.

## Играчи клуба
У Кошаркашком клубу Југ су играли многи играчи, који су своје каријере настављали у великим клубовима. Треба истаћи Бранислава Џунића, Слободана Митића и Миљана Павковића. Бранислав Џунић је након играња за КК Југ, наставио своју каријеру у Партизану, а касније отишао у Мађарску где је био најбољи играч Мађарске, да би након завршене кошаркашке каријере постао селектор Мађарске. Слободан Митић звани Жућа је своју каријеру започео у Врању у КК Југ, да би касније наставио да игра у екипи Лесковачког Здравља која је играла прву лигу у ондашњој Југославији. Био је један од најбољих центара лиге. Такође је био изабран у ALL STAR екипу. Касније, након неколико промењених клубова опет је играо у Лесковачком Здрављу. Миљан Павковић, своју каријеру започео у Зајачару, највећи успон доживео у КК ЗДРАВЉЕ ЛЕСКОВАЦ, променио многе тимове, а затим је играо у екипи из Букурешта. Данас је екипа КК Југа састављена од великог броја младих и домаћих играча.